# Stoke Poges
Stoke Poges – wieś i civil parish w Anglii, w hrabstwie Buckinghamshire, w dystrykcie (unitary authority) Buckinghamshire. Leży 32 km na zachód od centrum Londynu. W 2001 miejscowość liczyła 4414 mieszkańców.

## Zabytki
- kościół św. Idziego w Stoke Poges(inne języki). W świątyni m.in. epitafium Williama Moleynsa(inne języki) (1378–1425) i jego żony Margery z inskrypcją w j. łac. Hic jacet Will'ms Molyns, Miles, qui obijt viij die Mens' Junii A. d'ni MCCCCXXV, -Et d'na Marg'ria ux' ei' qo'r' a'hi's p'piciet' de' amen (Tu spoczywają William Moleyns, rycerz, który zmarł ósmego dnia miesiąca czerwca roku pańskiego 1425, i pani Margery, jego żona, której duszę niech Bóg ma pod opieką. Amen)[3]
- rezydencja w Stoke Park (Buckinghamshire)(inne języki).

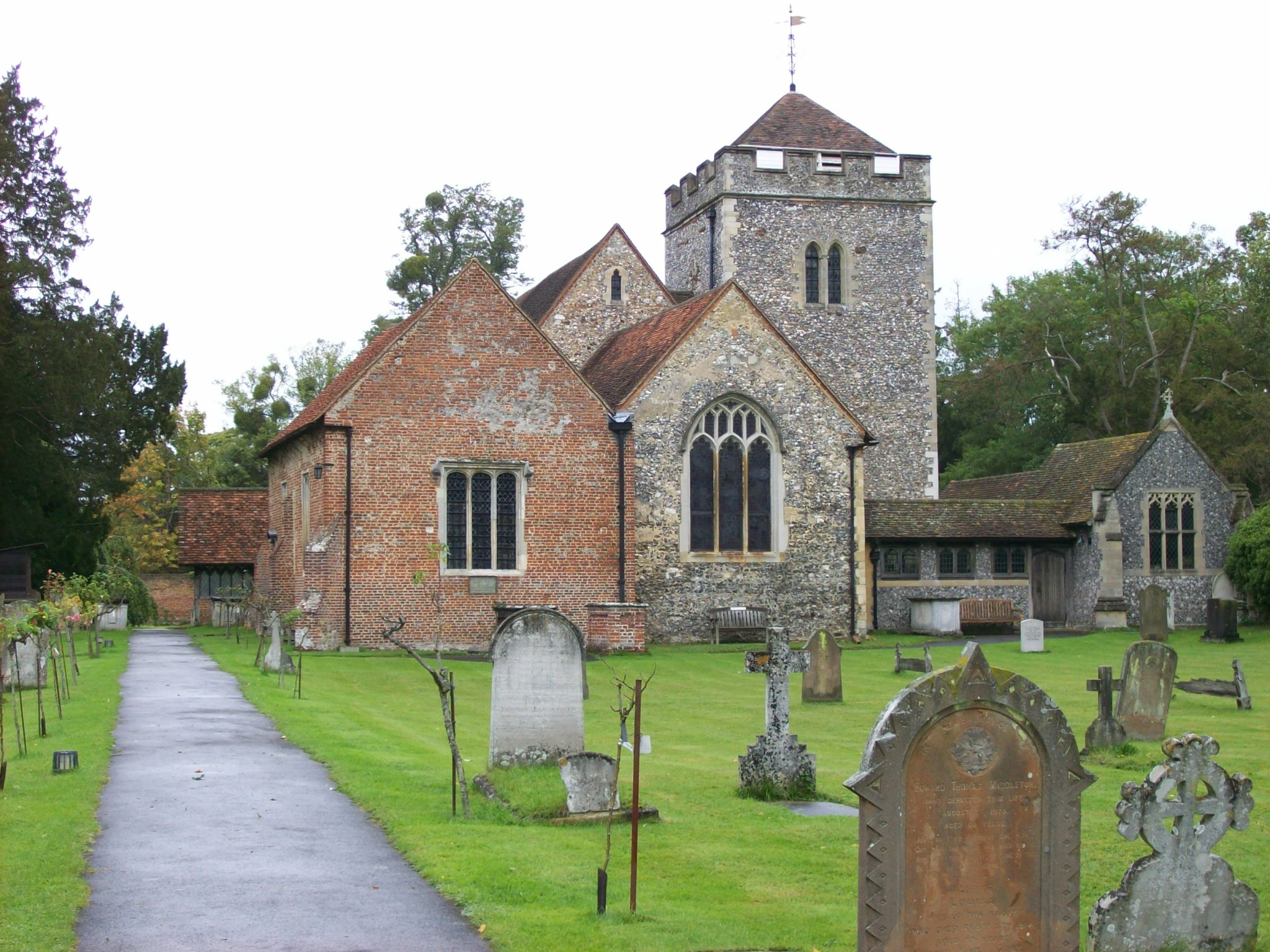
Kościół św. Idziego
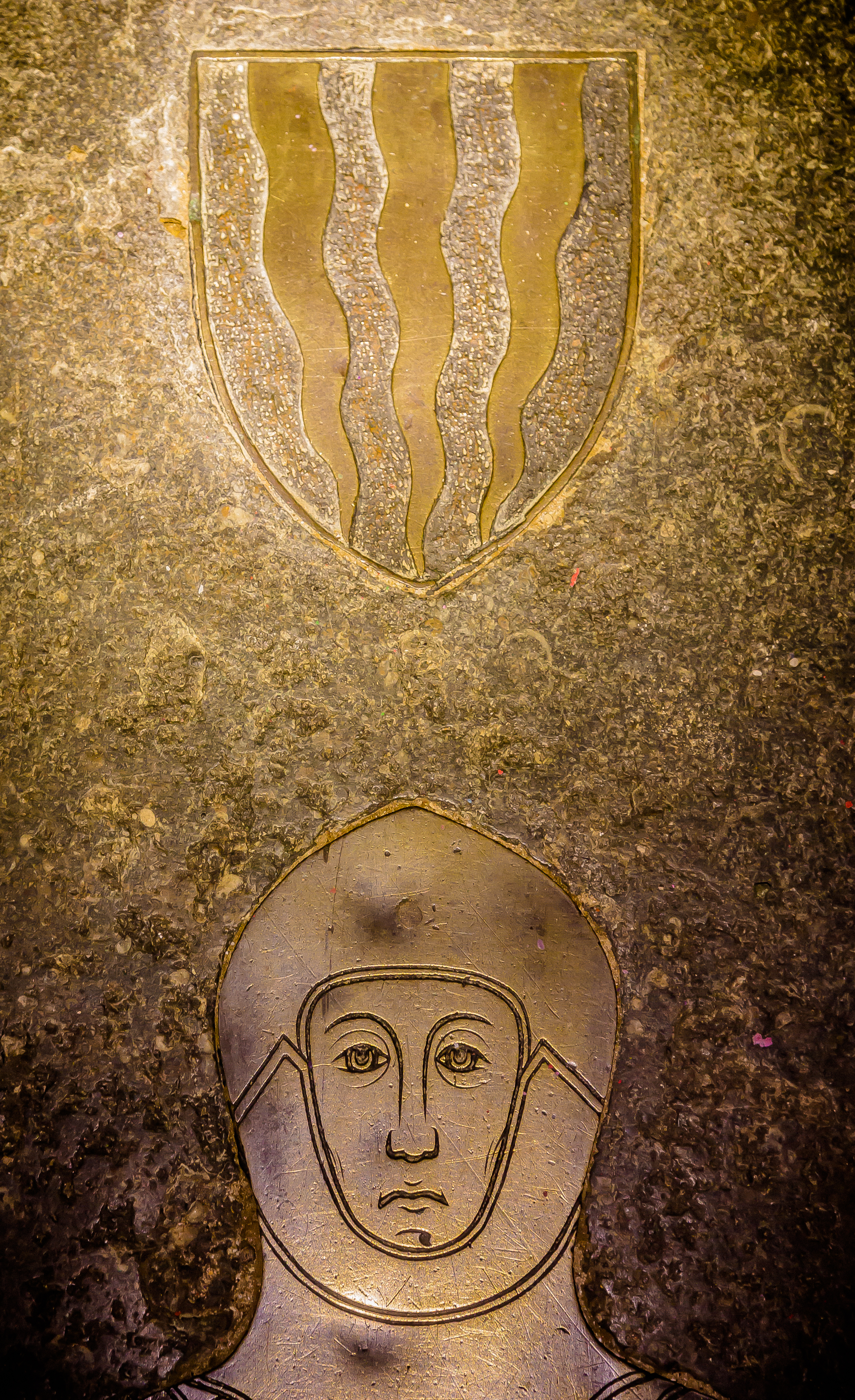
William Moleyns z herbem
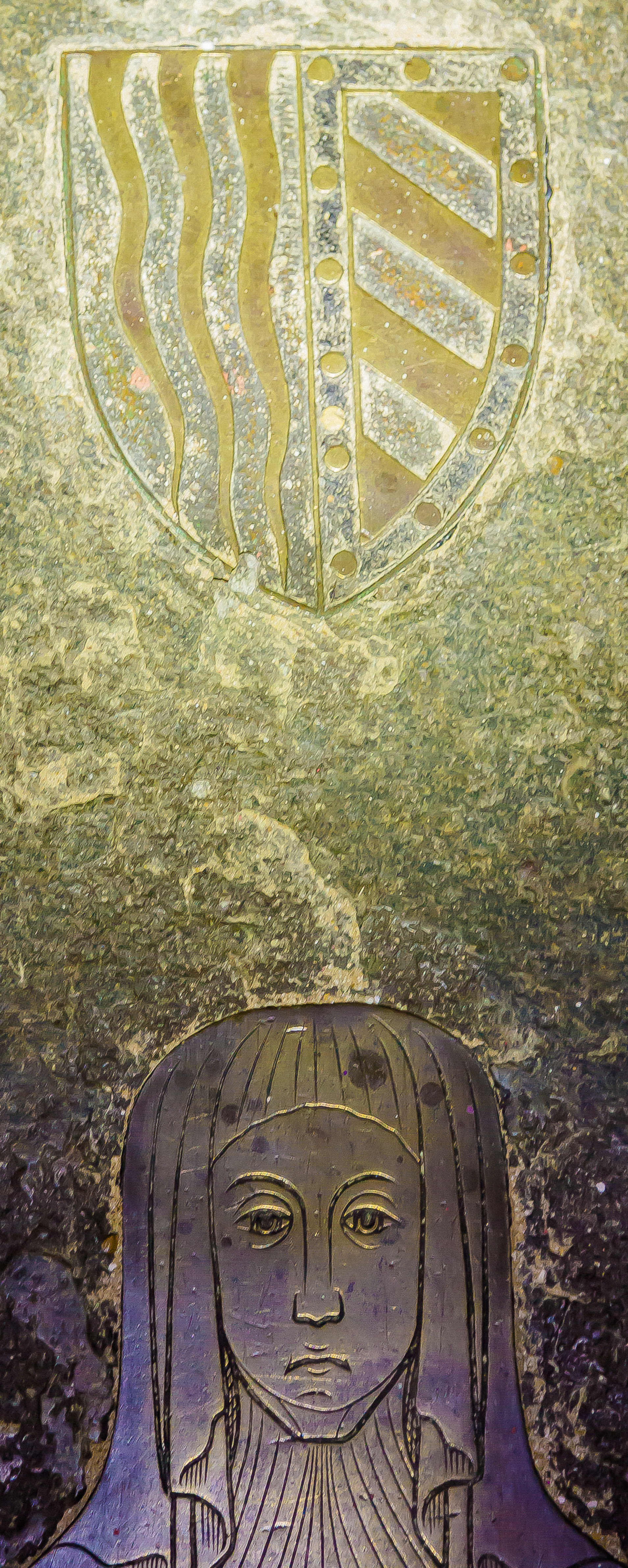
Margery z herbem